# 港島東體育館

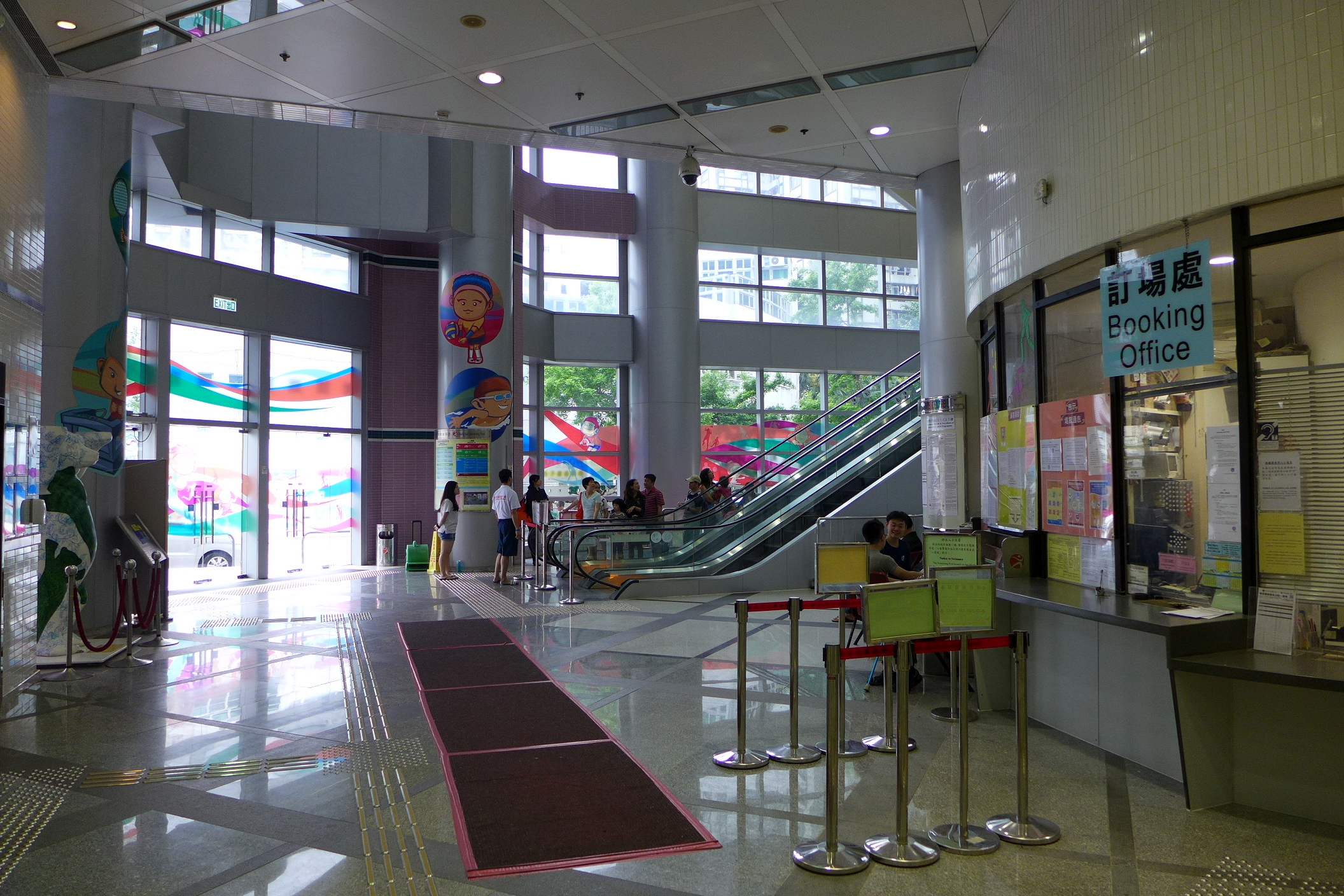
地下大堂

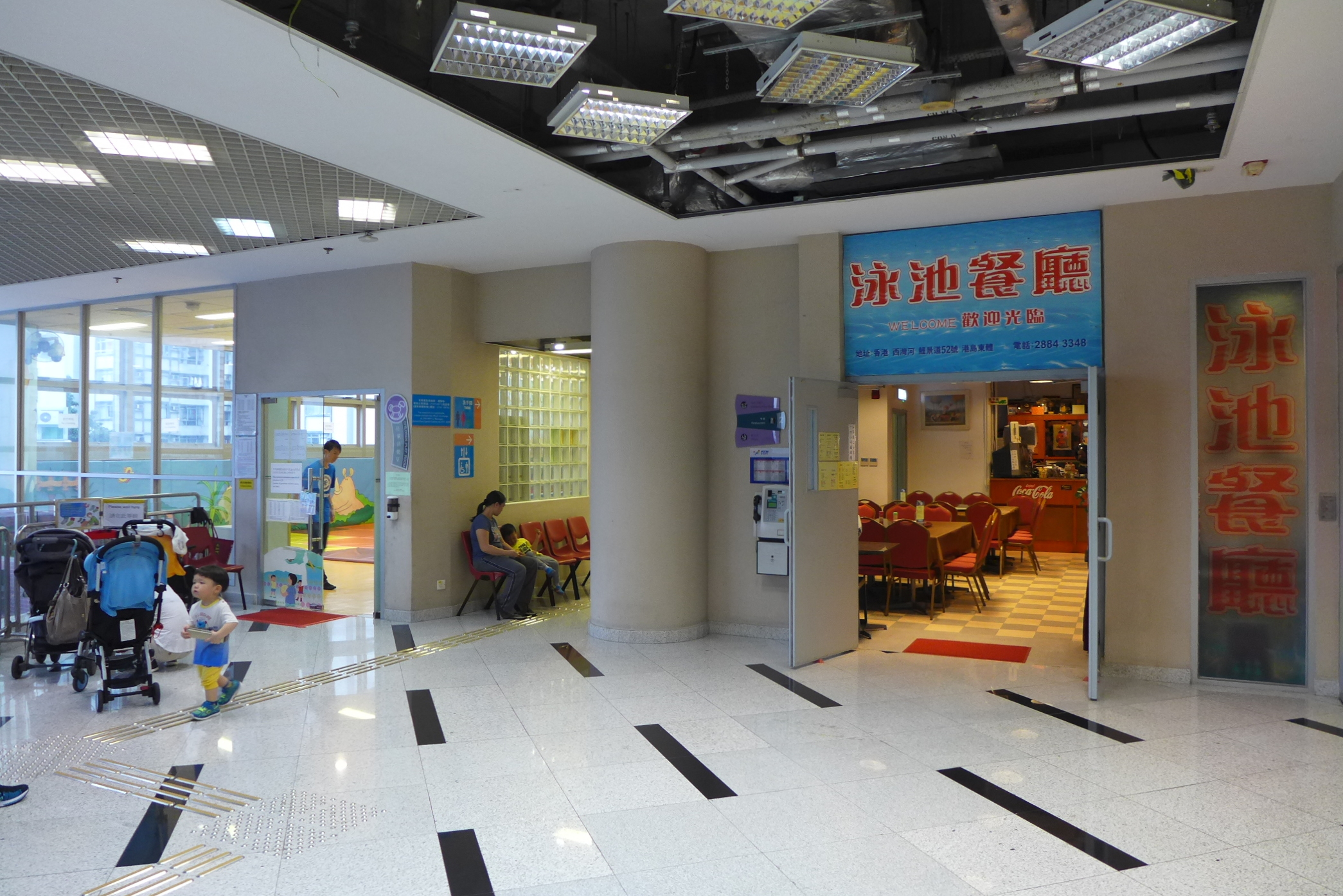
2樓設兒童遊戲室及泳池餐廳

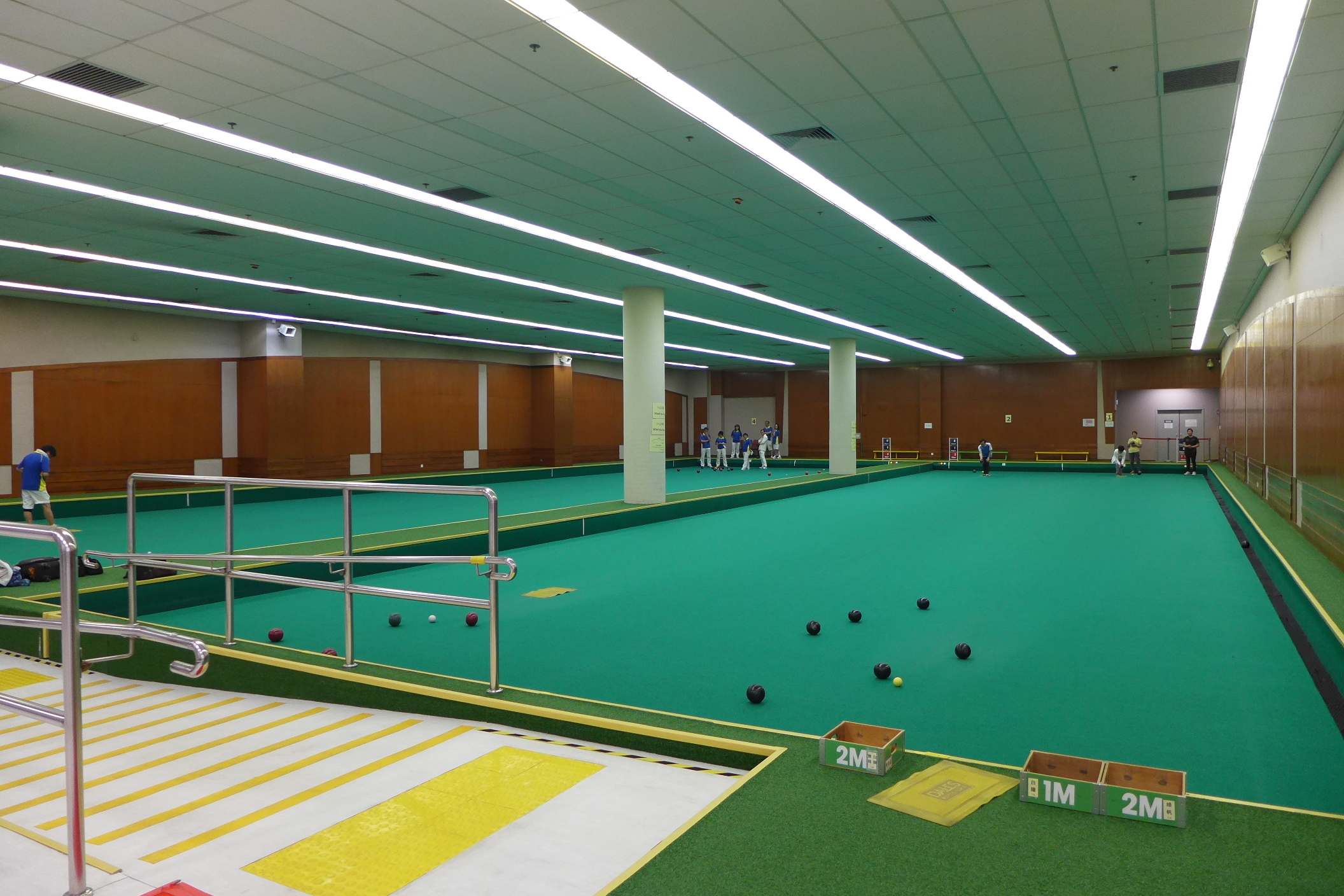
3樓室內草地滾球場

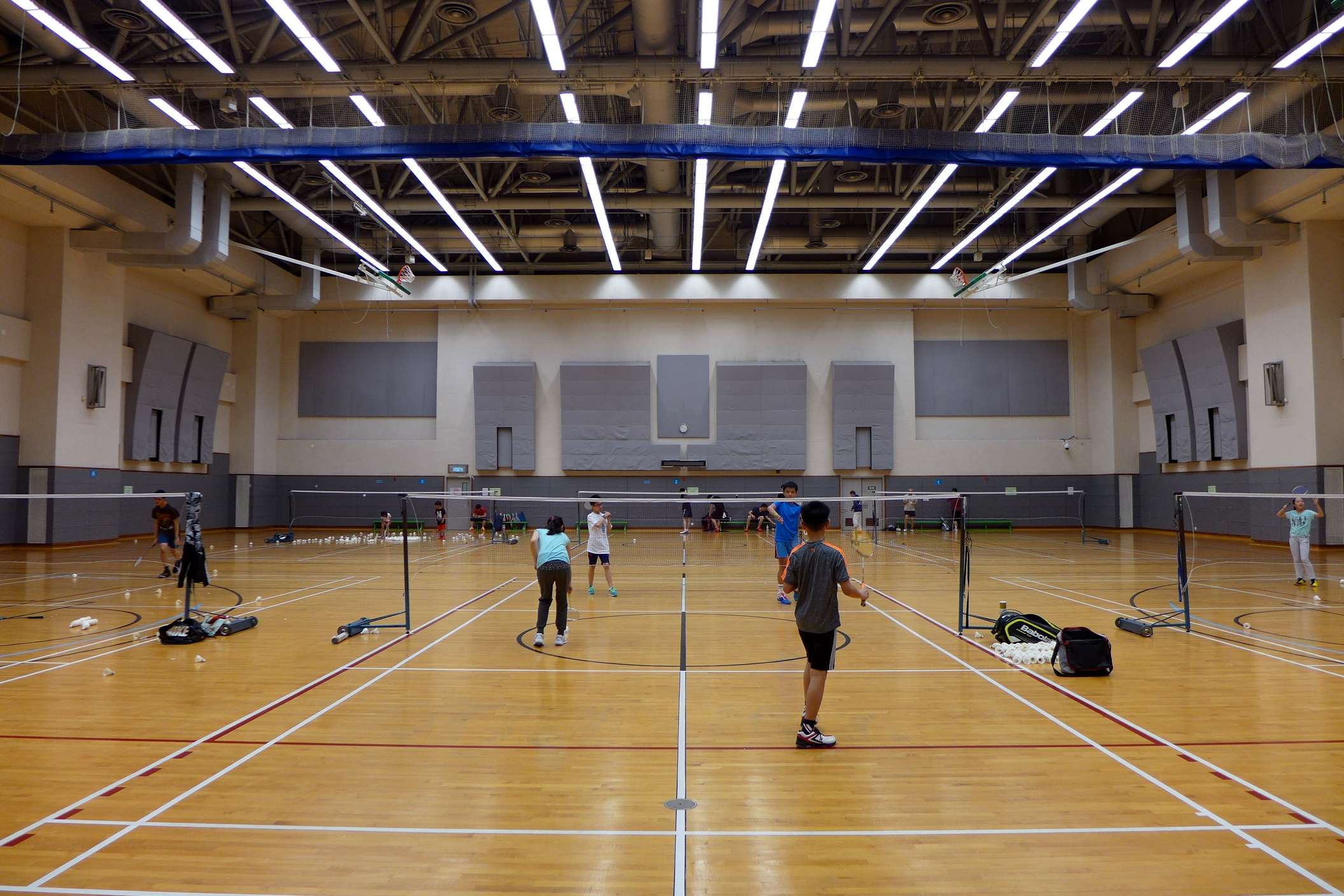
4樓設多用途主場（可用作2個籃球場/2個排球場或6個羽毛球場，內設2幅室內運動攀登牆）和3個室內哥爾夫球室。

港島東體育館（英語：Island East Sports Centre）是香港東區西灣河鯉景道52號的一座體育館，屬康樂及文化事務署轄下管理，於2001年1月3日啟用，主要為西灣河居民服務。

## 設施
體育館樓高4層，提供不少康樂設施供個人及團體租用，地下為健身室；1樓設港島東游泳池（包括1個訓練池、嬉水池及戲水池）；2樓設兒童遊戲室及泳池餐廳；3樓設乒乓球室、提供4條球道的室內草地滾球場及康樂室；4樓設多用途主場（可用作2個籃球場/2個排球場或6個羽毛球場，內設2幅室內運動攀登牆）和3個室內哥爾夫球室。

## 開放時間
每日07:00-23:00（定期保養日除外）
- 農曆年初一至年初三：休息

## 鄰近建築
- 香港電影資料館
- 韓國國際學校（英语：Korean International School of Hong Kong）
- 鯉景灣
- 康東邨
- 太安樓
- 太古城

## 交通
| 交通路線列表                                |
| ------------------------------------------- |
| 港鐵 - █ 港島綫：西灣河站A出口（步行7分鐘） |

## 外部連結
- 港島東體育館簡介 （页面存档备份，存于）